# Werbiwzi (Kolomyja)
Werbiwzi (ukrainisch Вербівці; russisch Вербовцы Werbowzy, polnisch Wierzbowce) ist ein Dorf in der Oblast Iwano-Frankiwsk in der Süd-Westukraine.
Der Ort liegt etwa 25 Kilometer nördlich von Czernowitz in der historischen Landschaft der Bukowina, in alten Schreibweisen auch als Werbowitz geführt. Nördlich des Ortes fließt der Fluss Wikno (Вікно).

## Geschichte
Die Ortschaft wurde 1416 zum ersten Mal schriftlich erwähnt, lag zunächst im Halitscher Land in der Woiwodschaft Ruthenien im Königreich Polen (bis 1569 in der Adelsrepublik Polen-Litauen).
Nach den Teilungen Polens gehörte von 1772 bis 1918 unter seinem polnischen Namen Wierzbowce zum österreichischen Kronland Königreich Galizien und Lodomerien. Nach dem Ende des Ersten Weltkrieges kam die Ortschaft zunächst an die Westukrainische Volksrepublik und nach dem Polnisch-Ukrainischen Krieg zu Polen, wo sie ab 1921 in der Woiwodschaft Stanisławów, Powiat Horodenka, Gmina Czerniatyn lag. Im September 1939 wurde das Dorf zunächst von der Sowjetunion und von Sommer 1941 bis Sommer 1944 von der Wehrmacht besetzt und in den Distrikt Galizien eingegliedert.
Nach der Rückeroberung durch die Rote Armee zum Ende des Zweiten Weltkrieges wurde es Teil der Ukrainischen SSR innerhalb der Sowjetunion und seit deren Zerfall 1991 ist es Teil der unabhängigen Ukraine.
Das Dorf liegt auf der Bukowinisch-Galizischen Literaturstraße und wurde von Paul Celan als eine Gegend gelobt, in der Menschen und Bücher lebten. Der autobiographische Roman von Alexander Granach Da geht ein Mensch ist in dem Dorf Werbowitz zu verorten. Der wie Granach ebenfalls 1890 geborene Mychailo Holynsky war ein bedeutender ukrainisch-kanadischer Operntenor und stammte aus demselben kleinen Dorf. Auch der ukrainische Autor Mychajlo Andrussjak wurde in Werbiwzi geboren und setzte sich mit Ein Sack voll Galizischer Anekdoten (ukrainisch: Торба галицьких анекдотів) mit seiner Heimat auseinander.

„In unserem Dorfe (Werbowitz) Werbiwzi lebten ungefähr hundertundfünfzig ukrainische Familien und unter ihnen vier jüdische. Alle lebten vom Ackerbau. Die Juden hatten nebenbei noch kleine Kramläden, und einer von ihnen hatte eine Dorfschänke vom Gutsbesitzer gepachtet. Das Dorf hatte zwei Hügel; auf einem stand die kleine Holzkirche mit ihrem Zwiebeldach, auf dem anderen lag das Gut. Die kleinen Chatas im Dorf hatten Strohdächer, die braun und schwarz geräuchert waren von den Kaminen, durch die es hereinregnete, und am Qualm konnte man immer riechen, ob bei den Nachbarn Fleisch gekocht wurde….“

## Verwaltungsgliederung
Am 12. Juni 2020 wurde das Dorf ein Teil neu gegründeten Stadtgemeinde Horodenka; bis dahin bildete es die Landratsgemeinde Werbiwzi (Вербівцівська сільська рада/Werbiwziwska silska rada) im Süden des Rajons Horodenka.
Am 17. Juli 2020 wurde der Ort Teil des Rajons Kolomyja.